# Златоцвет посевной
Златоцвет посевной, или Хризантема посевная (лат. Glebionis segetum) — вид Астровых из трибы Пупавковые (Anthemideae). До недавнего принятия особого решения Международной комиссии по ботанической номенклатуре рассматривался в составе рода Хризантема. Сорная трава.

## Ботаническое описание
Многолетнее травянистое растение, достигающее 80 см в высоту. Лопастные листья длиной 5—20 см отходят от стебля по спирали. Соцветия ярко-жёлтые, диаметром — 3,5—5,5 см. По форме напоминают соцветия ромашки.